# Abwägungsfehler
Abwägungsfehler ist ein Begriff des deutschen Verwaltungsrechts. Demnach sind Abwägungsfehler, die im Planungsrecht auftreten, nicht mehr gedeckt durch die dort ansonsten herrschende planerische Gestaltungsfreiheit („Planungsermessen“ in der Terminologie des Bundesverwaltungsgerichts). Als Ausfluss des Verhältnismäßigkeitsprinzips gilt das Abwägungsgebot und somit die Überprüfbarkeit auf Abwägungsfehler auch dort, wo es nicht explizit erwähnt wird.
Die Grundlagen der Abwägungsfehlerlehre wurden vom Bundesverwaltungsgericht 1969 im Rahmen eines bauplanungsrechtlichen Falls ausformuliert. 1974 stellte das Gericht zudem klar, dass sowohl der Abwägungsvorgang als auch das Abwägungsergebnis der Überprüfung auf Abwägungsfehler unterlägen, logischerweise mit Ausnahme des Abwägungsausfalls. An diesen Entscheidungen war der Richter Felix Weyreuther maßgeblich beteiligt.
Die Abwägungsfehlerlehre weist deutliche Parallelen zur Ermessensfehlerlehre auf, wobei die unterschiedlichen Termini vor allem der Herausstellung des dogmatischen Unterschiedes dienen. Von Abwägung ist immer im Planungsrecht, also Recht finaler im Gegensatz zu konditionaler Programmierungsstruktur, die Rede.
Zu unterscheiden ist zwischen folgenden Abwägungsfehlern:
- Der Planungsträger macht von seiner ihm gebotenen planerischen Gestaltungsfreiheit keinen Gebrauch (Abwägungsausfall).
- Der Planungsträger hat von seiner planerischen Gestaltungsfreiheit Gebrauch gemacht, aber:
  - er hat nicht alle abwägungsrelevanten Belange ermittelt und berücksichtigt (Abwägungsdefizit).
  - er hat planfremde Ziele oder Belange herangezogen (Abwägungsüberschreitung, auch Abwägungsüberschuss oder Abwägungsfehleinstellung).
  - er hat das Gewicht der einzelnen Belange falsch eingeschätzt (Abwägungsfehleinschätzung); betroffen sein können hier insbesondere die Optimierungsgebote,[4] etwa der Trennungsgrundsatz des § 50 BImSchG oder § 2 Abs. 3 BNatSchG.
  - er hat zwischen widerstreitenden Belangen keinen angemessenen Ausgleich hergestellt (Abwägungsdisproportionalität).

Nach einer vermittelnden Meinung lässt sich grob systematisierend feststellen, dass die ersten vier Fehlerkategorien einen ausschließlichen Verfahrensbezug aufweisen, während die Abwägungsdisproportionalität stets als Fehler im Abwägungsergebnis anzusehen ist, mit der Folge, dass Rechtsschutz gegen abwägungsdisproportionale Planungen regelmäßig zur Aufhebung derselben führen wird, während in den übrigen Fällen häufig zu prüfen ist, ob nicht in einem ergänzenden Verfahren eine Heilung möglich ist, was insbesondere in Betracht kommt wenn durch eine ordnungsgemäße Abwägung keine Auswirkungen auf das Abwägungsergebnis zu befürchten sind. Dieser Meinung steht jedoch die Ansicht entgegen, dass Abwägungsfehleinschätzung und Abwägungsdisproportionalität sich nicht trennen lassen.
Zur Konkretisierung der Abwägungsanforderungen wurden zusätzliche Maßstäbe ausgeformt. Neben den Optimierungsgeboten sind dies das Gebot der Konfliktbewältigung (planerisch zu bewältigende Nutzungskonflikte sollen im aktuellen Planverfahren und nicht erst in einem späteren Genehmigungsverfahren gelöst werden – gegenläufig wirkt insoweit jedoch der Grundsatz planerischer Zurückhaltung als Ausdruck planerischer Gestaltungsfreiheit für die Fälle, in denen eine Konfliktbewältigung sachgerechter auf Ebene der Einzelgenehmigung oder nachgeordneter Planungsebenen erfolgen kann) sowie die Pflicht zur Rücksichtnahme (bauplanungsrechtlich etwa gegenseitige Rücksichts- und Duldungspflichten hinsichtlich Baugebieten unterschiedlicher Qualität).
Im bauplanungsrechtlichen Bereich kam hinsichtlich der Regelung des heutigen § 214 Abs. 3 S. 2 BauGB die Frage auf, inwieweit dies die Abwägungsfehlerlehre berühre. Die Regelung fand eine verfassungskonforme Auslegung durch das Bundesverwaltungsgericht, wonach als offensichtlich erheblich diejenigen Umstände beachtlich sind, die auf objektiv erfassbaren Sachumständen beruhen, und diese von Einfluss gewesen sind, wenn nach der Sachlage des jeweiligen Falls die konkrete Möglichkeit besteht, dass ohne den Mangel anders geplant worden wäre.
Ferner stellt sich als Folge jüngerer Gesetzgebungsaktivitäten die noch ungeklärte Frage, inwieweit durch den neuen § 214 Abs. 1 Satz 1 Nr. 1 BauGB eine grundsätzliche Umgestaltung der gesamten Abwägungsdogmatik erfolgt ist, da nach dem Wortlaut der Norm die zutreffende Ermittlung und Bewertung der Planungsbelange als „Verfahrens- und Formvorschrift“ (und damit als Frage der formellen Rechtmäßigkeit des Plans) eingeordnet werden, so dass das bislang allgemein zugrunde gelegte Verständnis der Abwägung als einheitlichem, materiellem Rechtmäßigkeitserfordernis aufzugeben sein könnte. Gegen dieses Verständnis des Wortlauts wird angeführt, dass eine derartige Änderung seitens des Gesetzgebers nicht bezweckt wurde, was sich auch aus § 214 Abs. 3 Satz 2 2. Halbsatz BauGB erkennen lasse.